# انهيار جسر فرانسيس سكوت كي
انهار جسر فرانسيس سكوت كي في نهر باتابسكو في مدينة بالتيمور في ولاية ماريلند الأمريكية، يوم 26 مارس 2024، إثر اصطدام سفينة الحاويات دالي بأحد أعمدة الجسر بعد فقدان طاقمها السيطرة عليها، وذلك في الساعة (01:27) بتوقيت شرق الولايات المتحدة، (05:27) بالتوقيت العالمي المنسق.
أعلن المجلس الوطني لسلامة النقل أنَّه فُتح تحقيق رسمي بشأن الحادثة وأنَّه سيرسل فريقًا من المحققين إلى الموقع. كما نشر مكتب التحقيقات الفيدرالي في مكان الحادث، وصُرِّحَ بإنَّه لا وجود لاشتباه في تورط عمل إرهابي بالحادث.

## خلفية
كان جسر فرانسيس سكوت كي، في الأصل معبر الميناء الخارجي، وهو جسر من الفولاذ على شكل قوس. افتتح في عام 1977، ويمتدُّ شمال شرقًا من هوكينز بوينت في بالتيمور إلى سوليرز بوينت في دوندالك، عابرًا نهر باتابسكو، وهو طريق شحن حيوي في ميناء بالتيمور وواحد من أكثر الطرق البحرية ازدحامًا في الولايات المتحدة. وقد تعامل الميناء مع أكثر من 444 ألف مسافر و52.3 مليون طن من البضائع الأجنبية بقيمة 80 مليار دولار في عام 2023، و750 ألف سيارة.
يبلغ طوله 1.6-ميل (2.6 كـم) يحمل الجسر أربعة ممرات من الطريق السريع 695، وهو طريق دائري حول بالتيمور، اثنان في كل اتجاه، تستخدمه حوالي 34000 مركبة كل يوم. وأدَّى اصطدام سفينة شحن في عام 1980 إلى ترك الجسر الرئيسي سليمًا نسبيًا.
سفينة دالي ‏ هي سفينة حاويات ترفع علم سنغافورة، بنيت في عام 2015 بطول 980 قدم (300 م) وبطول شعاعي 157-قدم (48 م)، وبغاطس 40-قدم (12.2 م). وهي مسجلة في سنغافورة ومملوك لشركة شحن يونانية، وقد أبحرت سابقًا من بنما إلى الولايات المتحدة، ووصلت إلى نيويورك في 19 مارس 2024. ثمَّ أبحرت إلى بوابة فيرجينيا الدولية ‏ في بورتسموث (فيرجينيا)، قبل المغادرة إلى بالتيمور في 22 مارس، ووصلت إلى بالتيمور في 23 مارس استأجرت شركة الشحن الدنماركية ميرسك السفينة منذ تسليمها في أوائل عام 2015. وكان أفراد طاقم السفينة البالغ عددهم 22 فردًا مواطنين هنود، وكان يقود السفينة بحّاران محليان.
وقُدِّر عمق قناة الشحن الرئيسية تحت الجسر بـ 50 قدم (15 م)، بينما تُظهر مخططات الإدارة الوطنية للمحيطات والغلاف الجوي (NOAA) أنَّ العمق عند دعامات الجسر يبلغ حوالي 30 قدم (9.1 م). وذكرت الإدارة الوطنية للمحيطات والغلاف الجوي أنَّ درجة حرارة الماء بلغت 47 °ف (8 °م) في وقت الانهيار.

## الانهيار
غادرت سفينة دالي ميناء بالتيمور في الساعة 12:44 صباحًا بتوقيت شرق الولايات المتحدة (04:44 بالتوقيت العالمي) في 26 مارس 2024، متجهة إلى كولومبو في سريلانكا، محملة 3000 حاوية. في الساعة 1:26 صباحًا، عانت السفينة من "انقطاع التيار الكهربائي الكامل" وبدأت في الانجراف خارج قناة الشحن (لم يعمل المولد الاحتياطي على تشغيل نظام الدفع). أسقطت السفينة مراسيها كنوع من إجراءات الطوارئ. في حوالي الساعة 1:26 صباحًا (05:26 بالتوقيت العالمي المنسق)، أجرى الطاقم مكالمة استغاثة من السفينة، لإخطار وزارة النقل بولاية ماريلاند بفقدان السيطرة على السفينة وأنها اصطدمت بالجسر. جرى إيقاف حركة المرور على الفور من عبور الجسر بناءً على طلب أحد الطيارين. انطفأت أضواء السفينة وأضاءت مرة أخرى بعد لحظات؛ ثم انطفأت الأضواء مرة أخرى وأعيد تشغيلها على الفور قبل الاصطدام حيث انبعث دخان متجدد من قمعها.
في الساعة 1:28 صباحًا (5:28 بالتوقيت العالمي المنسق)، [28] اصطدمت السفينة بعمود دعم للجسر، أسفل الجملون المعدني في الطرف الجنوبي الغربي للجسر، بسرعة 8 عقدة (15 كم/ساعة). سُجلت الكاميرات حادثة سقوط الجسر والانهيار في فيديو ونُشر. تُظهر بيانات AIS أن السفينة تسير بسرعة 8.7 عقدة (16.1 كم/ساعة) عند الساعة 1:25 صباحًا قبل مغادرة القناة وتتباطئ إلى 6.8 عقدة (12.6 كم/ساعة) بحلول وقت الاصطدام بدقيقتين.
وفي غضون ثوانٍ من الاصطدام، انهار الجسر، تاركًا جملوناته بارزةً من على النهر، وانقطعت حركة المرور فيه.
بعد الاصطدام سقطت عدة حاويات شحن في النهر، وحدث تلف في هيكل السفينة، واصطدمت السفينة ببقايا أجزاء الجسر الظاهرة من فوق النهر. ومع ذلك ظلت السفينة مانعة لتسرب المياه، وادعت شركة الشحن أنه لم يحدث تلوث للمياه من السفينة بعد الحادث. فحص فريق خفر السواحل ثلاث عشرة حاوية شحن تالفة تحتوي على محتويات خطرة.

## النتائج
صَرّح وزير النقل الأمريكي "بيت بوتيجيج" إنه على اتصال بحاكم ولاية ماريلاند "ويس مور" وعمدة بالتيمور "براندون سكوت" لتقديم دعم من الوزارة وتحذير السائقين باتباع الطرق الالتفافية. وبعد فترة قصيرة أعلن مور حالة الطوارئ، وأمر "فييدفيلد" بتعليق جميع عمليات الشحن من وإلى ميناء بالتيمور حتى إشعار آخر (مع بقاء أجهزة النقل بالشاحنات عاملة).
في الساعة 4:09 صباحًا بتوقيت شرق الولايات المتحدة (08:09 بالتوقيت العالمي)، أعلنت إدارة الطيران الفيدرالية عن فرض قيود مؤقتة على الطيران حول منطقة انهيار الجسر، اعتبارًا من الساعة 04:15 (08:15 بالتوقيت العالمي)، تنطبق أيضًا على الطائرات بدون طيار.
كما إطلع الرئيس الأمريكي جو بايدن على الكارثة. [10] وألقى خطابًا صرح فيه: "إنه سيطلب من الكونغرس تمويل إعادة بناء الجسر".
شهدت شركة ميرسك، التي استأجرت السفينة، انخفاضًا في أسهمها بنحو 2٪ عند افتتاح التداول في بورصة ناسداك كوبنهاغن في 26 مارس. تعتبر المنطقة آمنة للمرور.
في 27 مارس أعلن رئيس مجلس الشيوخ في ولاية ماريلاند "بيل فيرجسون" أنه سيقدم "مشروع قانون طوارئ" لتوفير دخل بديل للعمال المتأثرين بالكارثة.
في 31 مارس 2024 وفي خطوة للسماح للمراكب وزوارق القطر بالوصول إلى موقع الحادث صرّح مسؤولون أميركيون إن فرق الإنقاذ تستعد لرفع أول جزء من حطام جسر فرنسيس سكوت كي المنهار في بالتيمور من المياه.

## معرض الصور

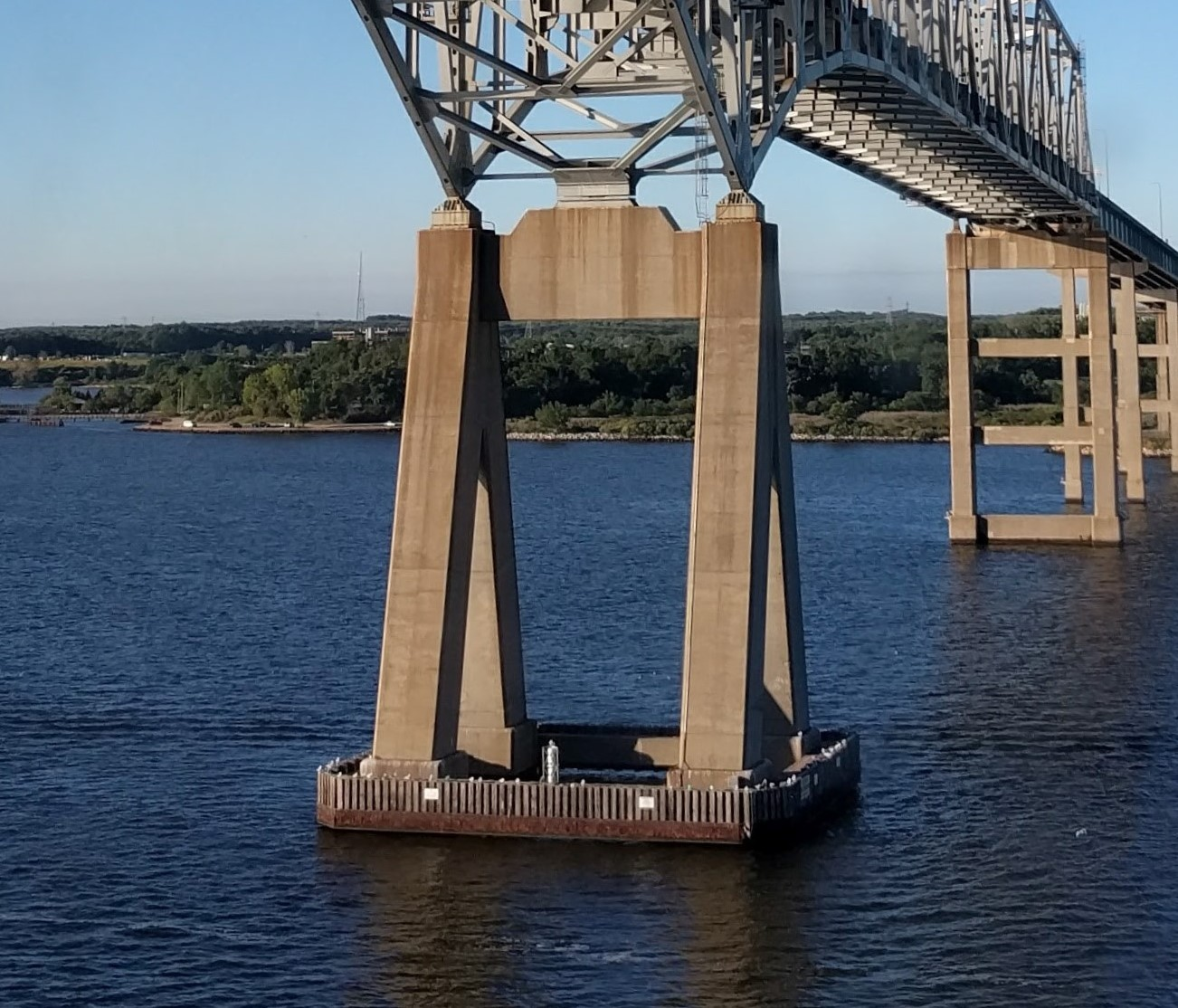
صورة التقطت عام 2016 لجملون الجسر الذي اصطدمت فيه السفينة.

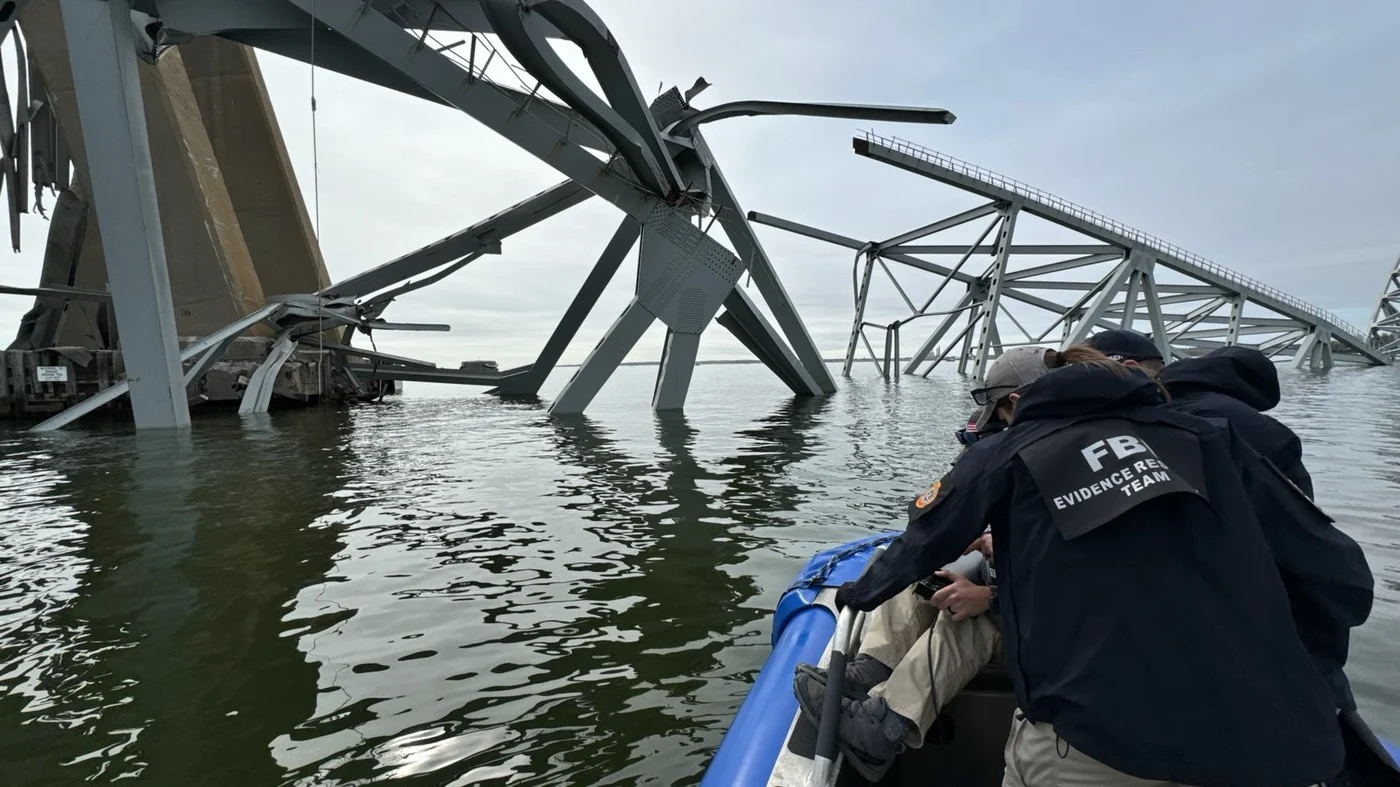
فريق بحث يقوم بالتحقيق في الجسر المنهار تابع لمكتب التحقيقات الفيدرالي بعد ساعات من الحادثة.

## وصلات خارجية
- مقطع يوثق لحظة وقوع الحادثة
- تصريحات الرئيس الأمريكي جو بايدن بشأن الحادثة